# Le facteur sonne toujours deux fois (film, 1946)
Pour les articles homonymes, voir Le facteur sonne toujours deux fois.
Pour plus de détails, voir Fiche technique et Distribution.
Le facteur sonne toujours deux fois (The Postman Always Rings Twice) est un film américain de Tay Garnett sorti en 1946, d'après le roman du même nom de James M. Cain publié en 1934.
Un remake de ce film portant le même titre a été réalisé en 1981 par Bob Rafelson. Un film français, Le Dernier Tournant (1939) de Pierre Chenal, avec Michel Simon, est la première adaptation du roman de James M. Cain. Une adaptation fut également tournée par Luchino Visconti en 1943 sous le titre Les Amants diaboliques, avec Clara Calamai et Massimo Girotti.

## Résumé
Fin des années 1930, début des années 1940. Le vagabond Frank Chambers (John Garfield) se fait engager en tant que mécano-pompiste à une station essence le long de la côte en Californie (il y est déposé, après avoir fait du stop, par le voisin, qui est procureur). Son nouveau patron, Nick (Cecil Kellaway), un homme affable dans la cinquantaine, y est également propriétaire d'un restaurant-bar qui accueille les voyageurs de passage. Il est marié à la très belle et très jeune Cora (Lana Turner), qui semble ne pas travailler beaucoup et qui est cependant très ambitieuse.
Cora n'est tout d'abord pas enchantée que Frank reste travailler et vivre avec eux. Frank l'embrasse de force ce premier jour. Le temps passe et Cora et Frank deviennent amants. En l’absence de Nick, il lui demande une fois de s'en aller avec lui, ce qu’ils entreprennent. Sur la route, à pied, les choses s'avèrent plus désagréables que prévu et Cora décide de rentrer chez elle ; Frank la suit.
Un plan pour faire disparaître Nick est mis au point. Celui-ci sera assommé dans son bain, ce qui devra passer pour un accident. Le soir prévu, un court-circuit empêche le plan de se dérouler comme prévu et Nick, seulement assommé et ne se doutant de rien, passe sa convalescence à l'hôpital.
Frank quitte ensuite Cora et Nick, mais celui-ci, quelques semaines plus tard, tombe sur Frank par hasard et le ramène à la maison.
Nick annonce qu'il va vendre son commerce pour aller vivre, avec Cora, auprès de sa sœur malade. Cette décision n'enchante pas du tout Cora.
Un nouveau plan pour se débarrasser de Nick est élaboré. Alors qu'ils se rendent tous trois en voiture à une rencontre avec l'acheteur de la station, Nick, qui est saoul, est assommé. L’automobile est poussée dans un ravin, mais Frank doit l'aider à dévaler la pente : il chute lui aussi dans le ravin. Le procureur, qui avait des soupçons depuis l’affaire de la baignoire, les a suivis et arrive sur la scène de ce qu’il interprète comme un crime.
Nick est mort et Frank s'en sort avec des blessures. Lui et Cora sont jugés pour meurtre. Après que Frank, manipulé par le procureur, a dénoncé Cora, l'avocat de celle-ci organise une machination subtile où Cora signe des aveux et un arrangement est obtenu avec les compagnies d’assurances, celle sur la vie que Nick avait signée (que ni Cora ni Frank ne connaissaient, mais qui s'avère un beau mobile pour le procureur) et celle qui devrait indemniser Frank en raison du tort physique subi dans la chute de la voiture. L’accusation du procureur est finalement modifiée et Cora et Frank sont libérés.
Ils retournent au restaurant, mais le cœur n'y est plus puisque Frank a trahi Cora. Les affaires du restaurant se développent grâce à la renommée de leur propriétaire, la sulfureuse Cora. Enfin, pour faire taire les rumeurs, Cora et Frank se marient.
Cora part en déplacement, car sa mère est très malade et meurt. Pendant ce temps, Frank, incorrigible, séduit une autre femme. Au retour de Cora, cette dernière et Frank sont victimes d'un chantage sur la base des aveux de Cora, mais le maître chanteur se fait vite déborder et Cora et Frank reprennent possession du dangereux document.
Plus tard, Cora apprend que pendant son absence, Frank a séduit une autre femme. Elle s'en fâche et décide de quitter Frank. Mais ce dernier la retient et avoue son amour à Cora. Cora lui apprend qu'elle est enceinte. Toutefois, elle doit être sûre de quelque chose : elle emmène Frank à la plage où ils avaient été si heureux autrefois puis ils nagent en s'enfonçant dans la mer jusqu'à ce que Cora soit épuisée. Elle lui demande, s'il pense qu'elle ne pourra pas le reconquérir, de la laisser se noyer ici. Frank choisit de la ramener au rivage.
Le couple est alors heureux. En rentrant de la plage, Frank, trop occupé à embrasser Cora, ne regarde pas la route et ils ont un accident de voiture dans lequel Cora meurt.
Frank, qui, en tant que mari, hériterait de tous les biens de Cora, est accusé et condamné pour le meurtre de sa femme. Celle-ci a aussi laissé une lettre d'adieu avant son suicide manqué qui les accuse tous les deux du meurtre de Nick.

## Fiche technique
- Titre : Le facteur sonne toujours deux fois
- Titre original : The Postman Always Rings Twice
- Réalisation : Tay Garnett
- Scénario : Harry Ruskin et Niven Busch, d’après le roman de James M. Cain
- Image : Sidney Wagner
- Musique : George Bassman et (non crédité) Eric Zeisl
- Direction artistique : Randall Duell et Cedric Gibbons
- Décors : Edwin B. Willis
- Costumes : Irene
- Son : Douglas Shearer
- Montage : George White
- Production : Carey Wilson
- Sociétés de production : Metro-Goldwyn-Mayer et Loew's
- Société de distribution : Metro-Goldwyn-Mayer
- Pays : États-Unis
- Langue : anglais
- Format : Noir et blanc
- Genre : film noir
- Durée : 113 min
- Date de la sortie américaine : 2 mai 1946
- Affiche : Boris Grinsson (France)

## Distribution

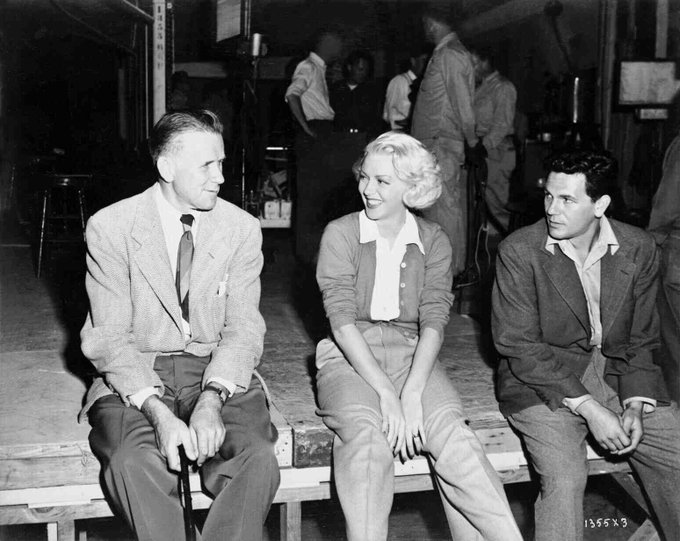
Le réalisateur Tay Garnett avec Lana Turner et John Garfield lors du tournage du film.

- John Garfield (VF : Marc Cassot) : Frank Chambers
- Lana Turner (VF : Claude Daltys) : Cora Smith
- Cecil Kellaway (VF : Robert Dalban) : Nick Smith
- Hume Cronyn : (VF : Jacques Dacqmine) Arthur Keats, l'avocat
- Leon Ames (VF : Pierre Alvard) : Kyle Sackett, le procureur
- Audrey Totter (VF : Simone Gerbier) : Madge Gorland
- Alan Reed (VF : Jean Clarieux) : Ezra Liam Kennedy
- Jeff York : Blair
- Charles Williams : le docteur
- Edward Earle (non crédité) : un autre docteur

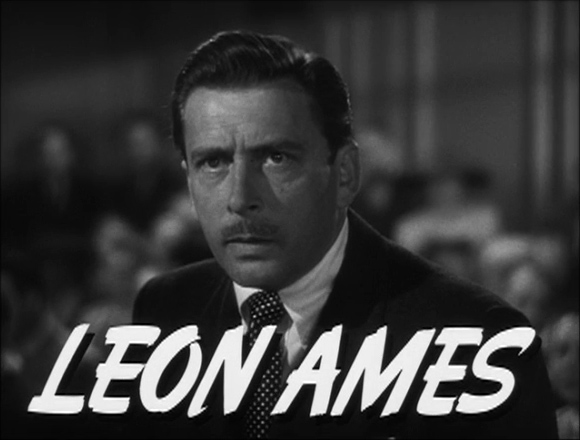
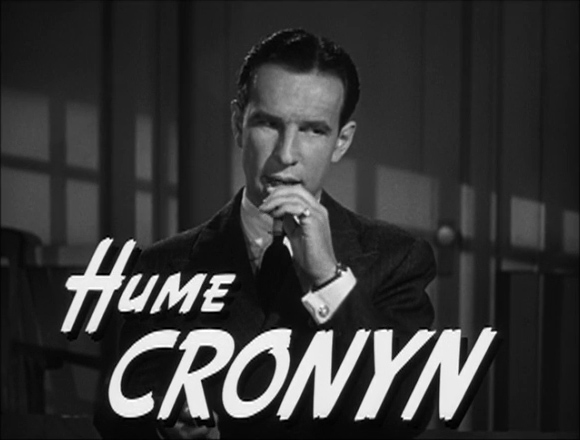
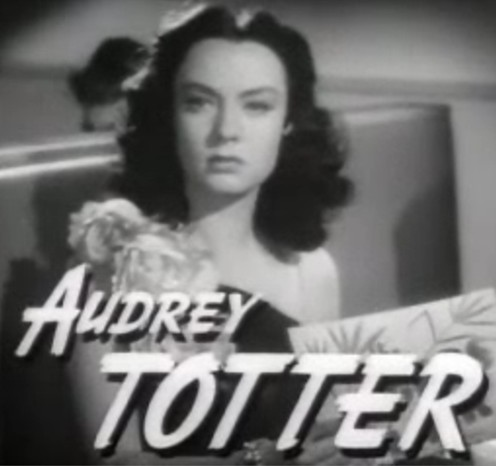

## Autour du film

### Les adaptations du livre
- Voir Le facteur sonne toujours deux fois

### Interprétation du titre
- Le titre du livre, comme celui des deux films, reste vague, donc offre matière à interprétation. James M. Cain lui-même a indiqué avoir choisi ce titre à la dernière minute, étonné qu'un éditeur lui octroie enfin un contrat, sans qu'il y ait un véritable sens à donner à ce titre.

- Dans le film de 1946, les scénaristes ajoutent, à la fin du film, une scène dans laquelle Frank commente sa condamnation injuste pour le meurtre de Cora (qu'il n'a pas commis puisqu'il s'agit d'un accident de voiture, dans le pire des cas d'un homicide involontaire puisqu'il provient du comportement dangereux du conducteur, Frank, qui embrasse Cora sans regarder la route). Frank accepte la sentence, car il a tué Nick : « C'est tout à fait comme, oui comme lorsque vous attendez une lettre que vous avez hâte d'avoir, et vous êtes attentif dans la crainte de ne pas entendre sonner, mais le facteur sonne toujours deux fois, il a sonné deux fois pour Cora, il sonne deux fois pour moi aussi. À vrai dire vous l'entendez toujours sonner la seconde fois, même si vous êtes loin de la porte d'entrée.»

### Les acteurs
- Lana Turner se passionna pour son rôle, visionnant avec soin les rushes et prenant des notes afin de s’imprégner de son personnage[1], elle déclara : « Il peut sembler étrange, avouait-elle, que je fasse de ce personnage de femme totalement mauvaise mon préféré. La vérité est que jouer une " mauvaise femme " permet au public d'apprécier le jeu de l'actrice qui l'interprète. Cora n'était pas une héroïne conventionnelle. Je crois que j'ai compris les raisons profondes qui lui faisaient rêver d'un lopin de terre sur les collines - ce qu'elle considérait comme le symbole de la respectabilité et de la sécurité - alors qu'en même temps elle accomplissait des actes qui lui interdisaient à tout jamais de parvenir à concrétiser ce souhait. »[2]
Lana Turner reçut des mains de James M. Cain un exemplaire relié de son roman. L'écrivain lui révéla qu’il avait toujours pensé qu'elle serait une Cora parfaite[1].

- « Quant à John Garfield, déclara Tay Garnett, c'était une trouvaille de distribution absolument parfaite et j'ai adoré travailler avec le gars. Il était simple, sans affectation : il était simplement merveilleux, mais il l'était naturellement. »[3]